# Caecilia leucocephala
Caecilia leucocephala е вид безкрако земноводно от семейство Caeciliidae. Видът не е застрашен от изчезване.

## Разпространение и местообитание
Разпространен е в Еквадор, Колумбия и Панама.
Обитава райони с тропически и субтропичен климат, гористи местности, планини, градини и плантации.